# Juan París Sixto de Vesoul
Juan París Sixto de Vesoul fue un capuchino y orientalista de Francia, nacido en 1736 y fallecido en 1792.

## Biografía
Sixto de Vesoul nació en Montagney-in Montbason de padres labradores y a los 18 años abrazó la regla de San Francisco y fue enviado por sus superiores a París para continuar sus estudios en esta capital.
Hizo grandes progresos en lenguas orientales y llegó pronto a ser recibido en la sociedad de los Capuchinos hebraizantes, en cuyos trabajos tomó una parte muy activa.
A este religioso se le debe particularmente la traducción de "Eclesiastés" que publicó en París en 1771 en 12º y según su cofrade el P. José Dunand, del Orden de los Capuchinos, una de los mayores compiladores de esta Orden y de la historia del Franco-Condado, una traducción literal de la "Historia de la Primera Cruzada" por Mateo de Edessa.
Después de la muerte del P. Luis de Poix quedó encargado de la correspondencia que se necesitaba mantener con los sabios para la continuación de los trabajos de la sociedad, y en 1770 firmó el prospecto de un "Diccionario armenio, latino, francés e italiano" que se proponía ir publicando pero lo impidieron los acontecimientos que sobrevinieron a esta época.
Muchos autores como Charles Weiss hablaron de él y perteneció a la Academia de los Arcades de Roma.

## Obras
- Dictionnaire armenien, latin, français et italien
- Traducción del Libro del Eclesiastés, París, 1771, en 12º.
- Histoire de la première croisade, París, 1770, 2 vols.